# Puerto Ospina
Puerto Ospina es un centro poblado ubicada en el departamento colombiano de Putumayo, correspondiente al municipio de Puerto Leguizamo. 
Se encuentra ubicada a orillas del río Putumayo y muy cerca de la desembocadura del río San Miguel. Además, de ser fronterizo con la República del Ecuador, al estar cerca del Puerto El Carmen.